# Центральная организация по железнодорожной электрификации Индии
Центральная организация по железнодорожной электрификации Индии отвечает за железнодорожную электрификацию всей сети индийских железных дорог. Однако в последнее время некоторые работы по электрификации были возложены на организацию Викас Нигам Лимитед при Министерстве путей сообщения правительства Индии. Организация функционирует с 1961 года. Проекты работают в таких городах как Амбала, Бхубанешвар, Ченнаи, Бангалор, Секундерабад, Лакхнау, Кота, Калькутта и Джалпайгури.